# 946 Poësia
946 Poësia è un asteroide della fascia principale del diametro medio di circa 43,75 km. Scoperto nel 1921, presenta un'orbita caratterizzata da un semiasse maggiore pari a 3,1177729 UA e da un'eccentricità di 0,1420887, inclinata di 1,43285° rispetto all'eclittica.
Il suo nome fa riferimento alla dea della poesia.